# Мутфорт
Мутфорт (люксемб. Mutfert, фр. Moutfort, нім. Mutfort) — село в комуні Контерн, на півдні Люксембургу.